# Musik der Kapverdischen Inseln

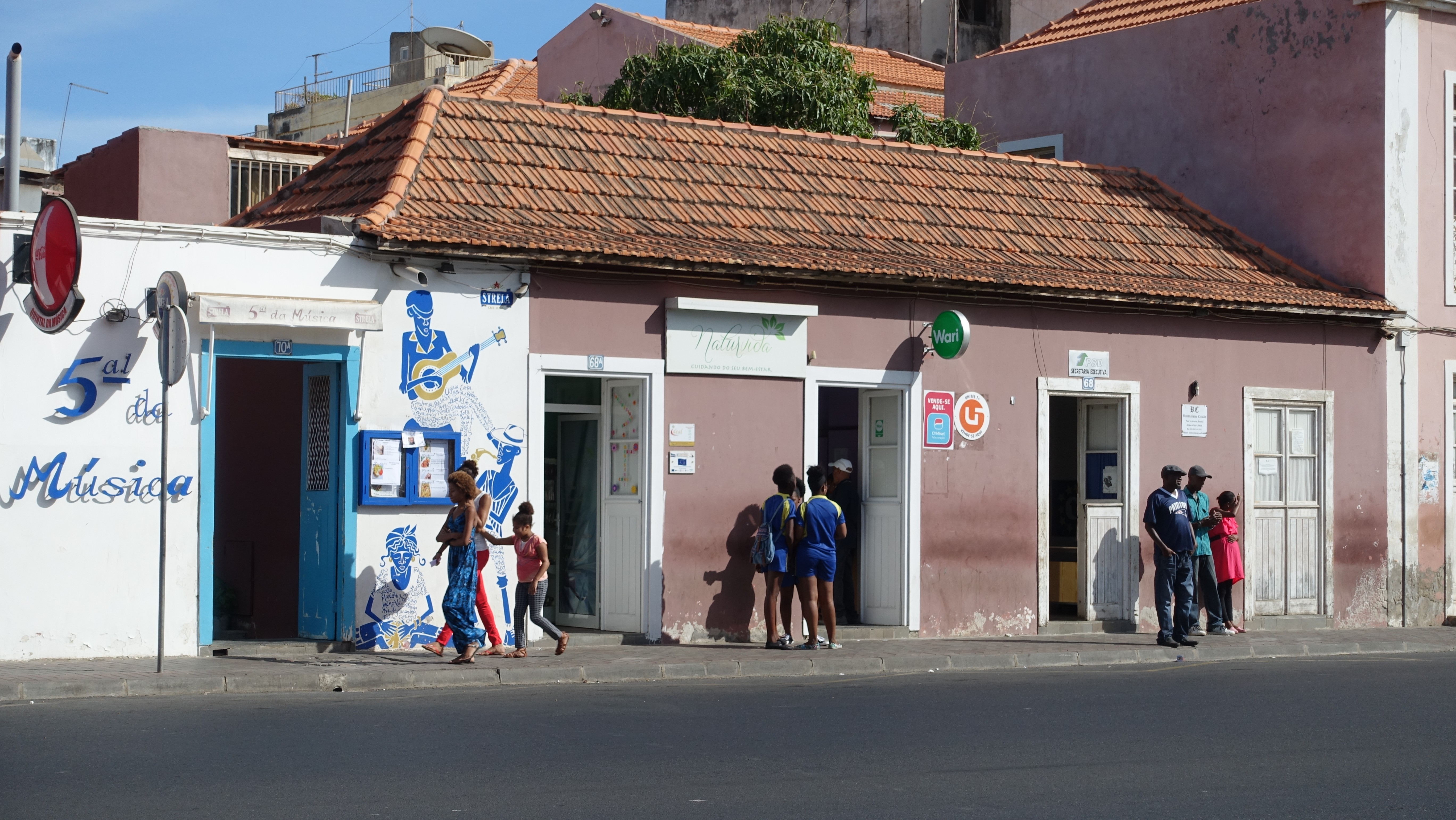
Musikclub Quintal da Música in Praia für traditionelle kapverdische Musik

Die Musik der Kapverdischen Inseln ist geprägt vom Einfluss mehrerer Kulturen und Rhythmen: Batuku ist afrikanischen, Morna portugiesischen Ursprungs, Funaná hat ebenfalls Einflüsse aus Portugal. Auch das charakteristische Funaná-Instrument Gaita (Akkordeon) stammt von dort.

## Geschichte
Die Entstehung der kapverdischen Musik ist eng verknüpft mit der Geschichte der Insel, insbesondere der portugiesischen Kolonisierung und der Ankunft der afrikanischen Sklaven im 15. Jahrhundert. Auf den Inseln ohne ursprüngliche Population verschmolzen verschiedene Kulturen. Hinzu kamen die Auswirkungen der Emigration: Schon immer herrschte ein reger Austausch zum Festland und Menschen emigrierten zum Beispiel zur westafrikanischen Küste oder auf den amerikanischen Kontinent. Schon Ende des 20. Jahrhunderts lebten weit mehr Kapverdier im Ausland als auf den Inseln selbst.
Während auf den nördlichen Kapverdischen Inseln der Einfluss Portugals deutlich ist, ist die Musik der südlichen Inseln stark von Afrika beeinflusst, d. h. sie ist vor allem rhythmusdominiert.

## Die Musik der Inseln
Die für die Inseln typische Musik umfasst eine große Bandbreite an Klängen. Materialien aus Eisen, Kunststoff, Glasflaschen und Büchsen dienen als Instrumente ebenso wie Holz, Muscheln, getrocknete Kürbisse und Schoten.

## Vozes
Unter Vozes (Stimmen) versteht man mehrstimmige A-cappella-Kompositionen mit afrikanischem Ursprung.

## Batuku

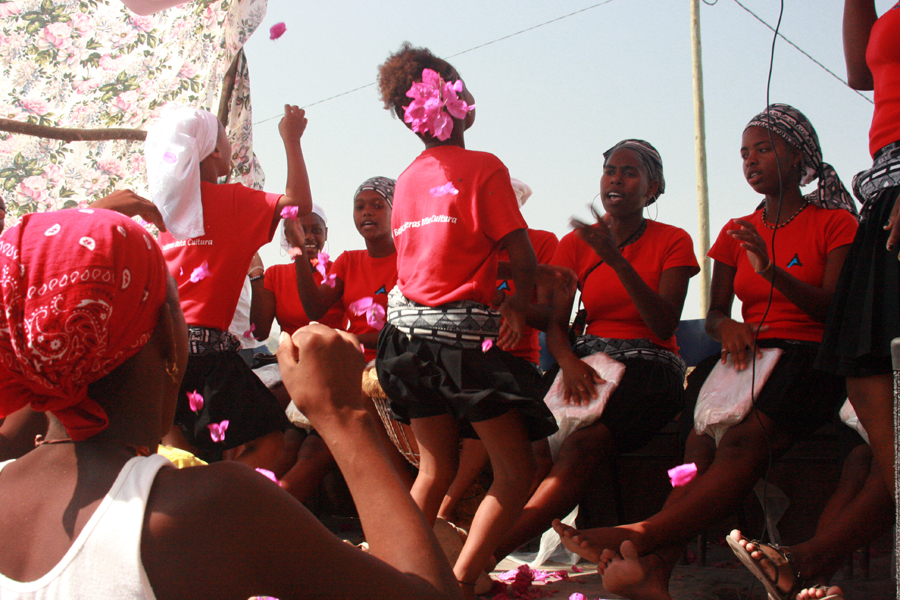
Batukugruppe Batukaderas Delta Cultura bei einem Auftritt auf Santiago (Kap Verde).

Wahrscheinlich der erste auf den Kap Verden geborene Stil, stammt aus Santiago und ist ein ritueller Tanz mit afrikanischem Einfluss. Meist trägt eine Sängerin zum Rhythmus der Trommlerinnen Geschichten, Neuigkeiten und Gerüchte vor, angereichert durch bekannte Phrasen und Themen, die oft vom Chor der Trommlerinnen wiederholt werden (Finaçon). Der um die Hüften der Tänzerin gelegte Stoffgürtel erinnert an die Fesseln der Sklavenzeit. Die Trommeln werden oft ersetzt durch Plastiktüten, gefüllt mit Stoffresten und Kleidungsstücken, die zwischen die Schenkel der Trommlerinnen gepresst und geschlagen werden.

## Finaçon
Zu dem Batuku-Rhythmus trägt ein Sänger solistisch alltägliche Themen, Neuigkeiten, Zitate, Philosophien, Ansichten sowie besondere Ereignisse vor.

## Tabanca
Darunter wird heute ein Festival verstanden, das jeweils im Mai stattfindet. Traditionell wird auf Schneckenhörnern und Trommeln gespielt. Das Wort Tabanca bedeutet etwa „Verbindung und Versammlung einer Gemeinschaft mit einer anderen“ (Die ursprüngliche Bedeutung des Wortes ist „Kleines Dorf“, heute steht es aber eher für „Brüderschaftlichkeit“) zur Ehrung der Vorfahren, bei dem sich die Teilnehmer bunt verkleiden (häufig in Anlehnung an Kleidung der Obrigkeit) und durch ihren Gesang, ihr Klatschen und Tanzen die Menge anheizen. Jede Tabanca hat einen König, den Rei Di Tabanka, der meist in weißer Uniform gekleidet seiner Tabanca vorangeht und das Emblem der Versammlung trägt.

## Funaná

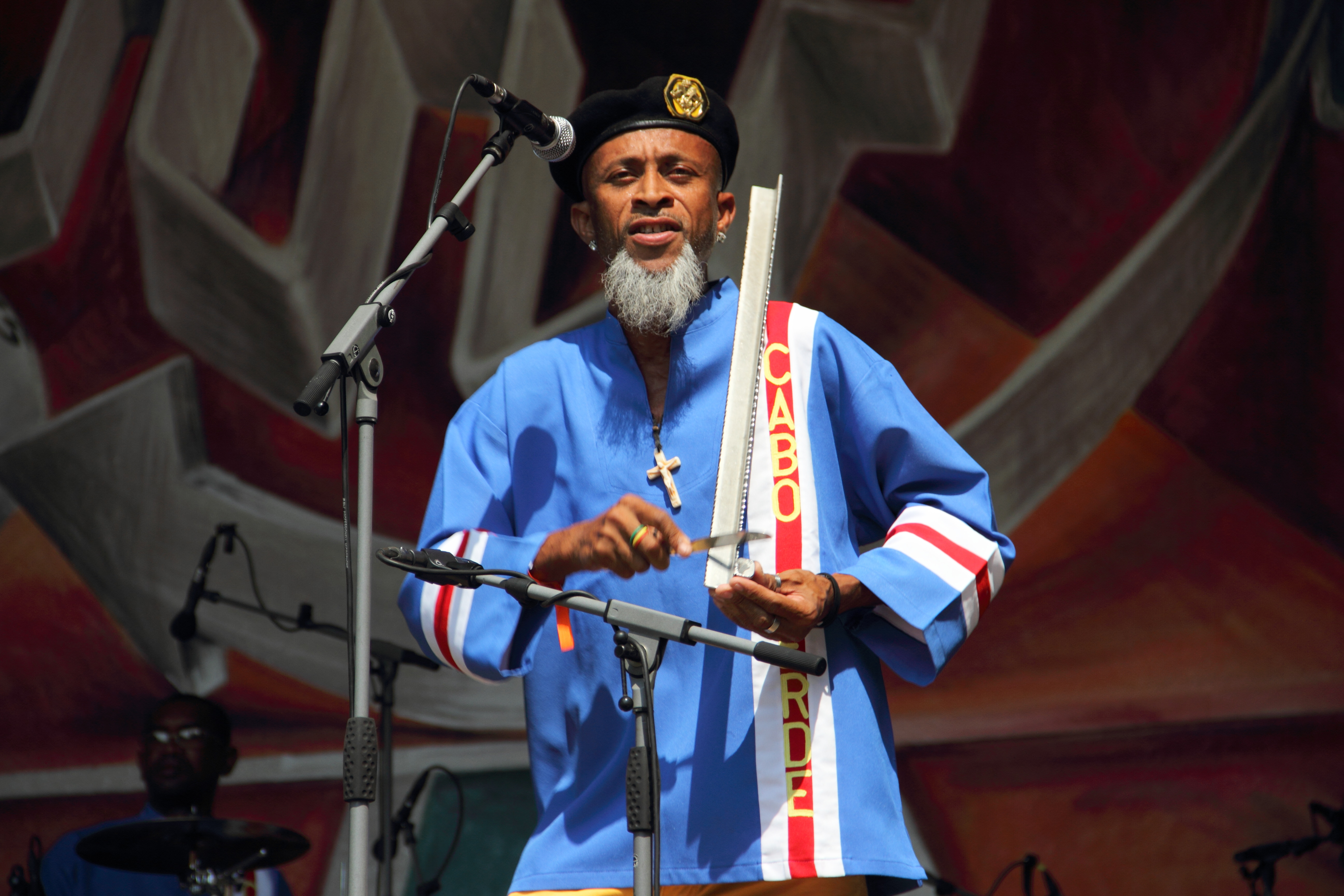
Bini Branco von Ferro Gaita spielt auf dem Ferrinho.

Funaná wird mit einem diatonischen Akkordeon und einem flachen geriffelten Eisenstab gespielt, der mit einem Messer als Perkussionsinstrument gerieben wird. Entstanden auf Santiago ist dies die schnellste Stilrichtung kapverdischer Musik. Unter den Kolonialisten war die Aufführung dieser Musikform auf öffentlichen Plätzen verboten. Man fürchtete die Kritik der Texte an dem vorherrschenden System. Erst mit der Unabhängigkeit von Portugal fand Funaná seinen Platz auf den Tanzflächen und in den Radios der Aluguer-Fahrer des Archipels.
Der dazugehörige Tanz wird als erotisch wahrgenommen. Aktuelle Funaná-Interpreten sind Ferro Gaita, Raízes, Os Amigos und viele mehr.

## Colá
Colá ist ein Erdfruchtbarkeits-Ritual, das im Mai oder Juni des Jahres mit einer sehr variantenreichen Musik mit Trommeln und Pfeifen gespielt wird. Musikalisch ist es mit dem Tabanca verwandt.

## Morna
Die Morna ist wohl auf der Insel Boavista entstanden. Bekannteste Sängerin war Cesária Évora. Die Morna ist die populärste und weit verbreitete, stark von Moll-Tonarten geprägte Musikrichtung der Kapverden in langsamem Tempo. Sie wird häufig mit dem portugiesischen Fado verglichen. Gespielt wird mit Gitarren, Cavaquinho (kleine 4-saitige Gitarre), Geige und Perkussionsinstrumenten. Die Stimmung der Morna ist melancholisch und nachdenklich, die Texte sind voller Sehnsucht, Heimweh und Verlangen, auf den Kapverden als Sodade charakterisiert. 
Die portugiesische Jazzsängerin und Komponistin Carmen Souza hat kapverdische Wurzeln und verbindet den Morna mit dem portugiesischen Fado in ihrem Werk.

## Coladeira
Hat sich aus Morna entwickelt, ist aber viel rhythmischer und tanzbarer. Die Texte sind lustig, humorvoll und sarkastisch. Coladeira ist beeinflusst vom karibischen Zouk sowie von dem brasilianischen Samba, so dass sehr oft auch Blasinstrumente und Keyboard-Klänge zu hören sind. Wichtige Vertreter der Morna und Coladeira sind Tito Paris, Lura und die 2011 verstorbene Cesária Évora.

## Bekannte Musiker
Ein Meister des Batuku und Finaçon war Antonio Vaz Cabral (Ntoni Denti d’Oro, 1926–2018).
Die Musiker der erfolgreichen Disco-Gruppe Tavares stammten von den Kapverdischen Inseln, ebenso wie die Eltern des als Horace Ward Martin Tavares Silva geborenen Jazzmusikers Horace Silver.
Als bekannteste Vertreterin der kapverdischen Musik gilt Cesária Évora. Von Bedeutung für die Entwicklung waren zudem Namen wie Jotamont, Luis Morais, Ildo Lobo oder auch Manuel D’Novas.
International bekannt wurden zudem Namen wie Mayra Andrade, Lura, Bana, Tito Paris, Teófilo Chantre, Baú, Terezinha Araújo, Sara Tavares oder auch Carmen Souza. Auch Gruppen wie Os Tubarões, Simentera, Finaçon (1980er/90er Jahre), Ferro Gaita oder Cordas do Sol sind zu nennen.
Zu den Vertretern internationalerer Stile gehören Namen wie Gil Semedo, der Rapper Boss AC oder der aus Korsika stammende, auf den Kapverden lebende Charles Marcellesi.